# Pablo Lastras
Pablo Lastras García (ur. 20 stycznia 1976 w Madrycie) – były hiszpański kolarz szosowy, zawodnik drużyny UCI ProTour Team Movistar. W zawodowym peletonie ścigał się od 1998 roku, niezmiennie w barwach hiszpańskiej ekipy Banesto (dziś pod nazwą Movistar).
W swojej karierze wygrywał etapy na każdym z Grand Tourów: Tour de France (2003), Giro d'Italia (2001), a także Vuelta a España (dwukrotnie w 2002 i raz w 2011). Ma także na koncie triumfy w wyścigach etapowych, takich jak Vuelta a Burgos i Vuelta a Andalucia.
Lastras jest typem kolarza atakującego na pagórkowatym terenie, często zabierającego się w duże ucieczki.

## Najważniejsze zwycięstwa i sukcesy
- 1999
  - 1. miejsce na 5. etapie Volta a Portugal
  - 1. miejsce na 2a etapie Trofeú Joaquim Agostinho
- 2000
  - 2. miejsce na 6. etapie Dauphiné Libéré
  - 1. miejsce na 4. etapie GP de Minho
- 2001
  - 1. miejsce w Memorial Galera – Ciudad de Armilla
  - 3. miejsce w Giro di Toscana
  - 1. miejsce na 11. etapie Giro d'Italia
- 2002
  - 1. miejsce na 9. i 11. etapie Vuelta a España
  - 7. miejsce w Giro di Lombardia
- 2003
  - 1. miejsce na 18. etapie Tour de France
  - 1. miejsce w Vuelta a Burgos
  - 4. miejsce w Mediolan-Turyn

- 2005
  - 1. miejsce na 8. etapie Tour de Suisse
- 2007
  - 1. miejsce na 6. etapie Eneco Tour
  - 6. miejsce w Tour de Pologne
- 2008
  - 1. miejsce w Vuelta a Andalucia
  - 2. miejsce na 11. etapie Giro d’Italia
- 2009
  - 5. miejsce w Trofeo Calvia
- 2010
  - 2. miejsce na 1. etapie Tirreno-Adriático
  - 3. miejsce w Prueba Villafranca de Ordizia
- 2011
  - 3. miejsce na 3. etapie Giro d’Italia
  - 2. miejsce na 17. etapie Giro d’Italia
  - 1. miejsce na 3. etapie Vuelta a España
  - 2. miejsce na 6. etapie Vuelta a España